# Kuva-yi Milliye

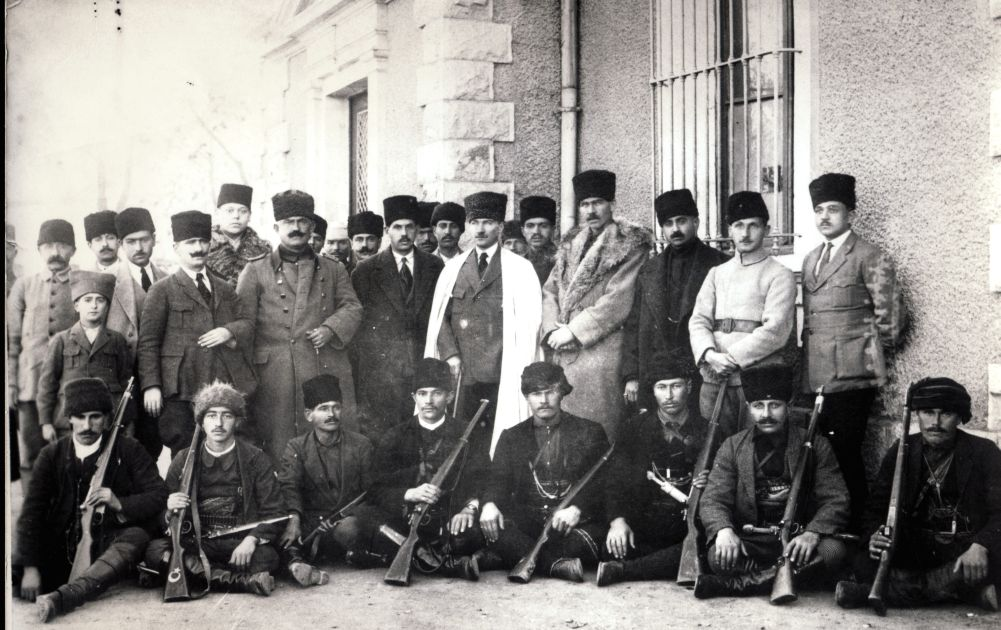
Ethem il Circasso, le sue forze circasse e Mustafa Kemal di fronte all'edificio principale della stazione, in procinto di recarsi alla ribellione di Yozgat (nel giugno 1920).

Il Kuva-yi Milliye (in turco ottomano قواى مليه;  "Forze nazionali" o "Forze nazionaliste") si riferisce alle forze irregolari delle milizie nel primo periodo della guerra d'indipendenza turca. Queste forze irregolari emersero dopo l'occupazione delle parti della Turchia da parte delle forze alleate in conformità con l'armistizio di Mudros. Successivamente, il Kuva-yi Milliye fu integrato nell'esercito regolare (Kuva-yi Nizamiye) della Grande Assemblea Nazionale. Alcuni storici chiamano questo periodo (1918-20) della guerra d'indipendenza turca la "fase Kuva-yi Milliye".

## Storia
Nell'armistizio di Mudros, l'Impero ottomano fu diviso tra gli alleati, dove i greci occuparono l'ovest, gli inglesi occuparono la capitale e il sud-est, e gli italiani e i francesi occuparono il sud del Paese. Il Kuva-yi Milliye fu tra i primi gruppi armati a difendere i diritti degli ottomani in Anatolia e Rumelia. Il Kuva-yi Milliye era guidato in parte dagli efe ("briganti") e consisteva di ufficiali e milizie dell'esercito ottomano contrari alla smobilitazione. Il Kuva-yi Milliye divenne attivo quando i greci occuparono Smirne nel 1919. Le persone che si opponevano alla spartizione dell'Anatolia dal Trattato di Sèvres non ratificato si unirono alla resistenza. La guerra franco-turca fu condotta quasi esclusivamente dalle unità del Kuva-yi Milliye dalla parte turca mentre nell'Anatolia occidentale combatterono contro l'esercito greco con tattiche mordi e fuggi fino alla costituzione di un esercito regolare. La resistenza del Kuva-yi Milliye rallentò l'avanzata greca in Anatolia.

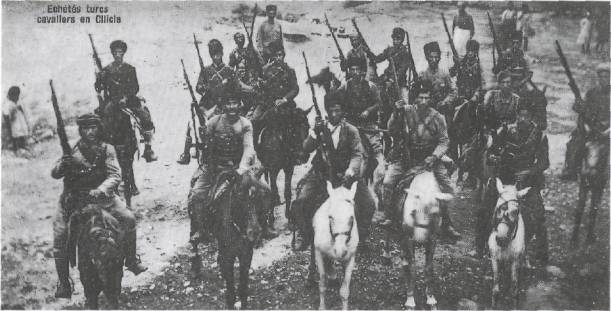
Milizie Kuva-yi Milliye. L'immagine originale è datata 1919.

## Dissoluzione del Kuva-yi Milliye
Sebbene il Kuva-yi Milliye fosse considerato il primo passo della resistenza nella liberazione della Turchia, la guerra irregolare fu in seguito abbandonata. La milizia mancava di disciplina ed esperienza e non aveva alcuna possibilità in più grandi battaglie in campo aperto contro i greci. Nel settembre 1920, dovette affrontare e fermare l'avanzata di un esercito greco altamente addestrato e ben equipaggiato che contava più di 107.000 uomini con una forza inferiore a 15.000 sul fronte occidentale. Dopo l'apertura della Grande Assemblea Nazionale della Turchia, venne creato l'esercito regolare dalla fusione di diversi gruppi del Kuva-yi Milliye che fu infine sciolto verso la fine del 1920, sebbene alcune sue unità combatterono ancora sul fronte meridionale fino al 1921. La prima battaglia di İnönü è la prima guerra in cui l'esercito permanente combatté contro le forze greche.

## Ribelli
Alcuni gruppi del Kuva-yi Milliye, in particolare il Kuva-yi Seyyare di Çerkes Ethem, si rifiutarono di sciogliere le proprie forze e si ammutinarono contro il governo di Ankara. L'esercito della Grande Assemblea nazionale sconfisse sia l'esercito greco che le forze ribelli alla fine della guerra d'indipendenza turca.